# Hans Lämmermann
Hans Lämmermann (* 31. Januar 1891 in Nürnberg; † nach 1970) war der erste deutsche Schulpsychologe.

## Leben und Karriere
Er wurde von William Stern an der Universität Hamburg ausgebildet. 1922 wurde er im Rahmen des besonderen Mannheimer Schulsystems von Stadtschulrat Joseph Anton Sickinger in Mannheim als Schulpsychologe eingestellt. Allerdings blieb er über Jahrzehnte der einzige Psychologe in dieser Position.
Lämmermann sollte vor allem dabei mitwirken, Schüler den Beurteilungen zu unterziehen, die das Mannheimer Schulsystem mit sich brachte, das in besondere Züge für Gutbegabte, Übergangszüge, Förderklassen und Hilfsschulen unterschied.
Lämmermann promovierte 1930 bei W. Peters zum Thema „Typologie und Ätiologie der Schulberatung“. Lämmermann versuchte 1935 erfolglos unter dem Titel „Die Intelligenzprüfung im Dienste des Ausleseverfahrens für die Hilfsschule“ ein „Mannheimer Verfahren“ zu etablieren, das dem Schulpsychologen die Hauptentscheidung für die Zuweisung zur Hilfsschule zugewiesen hätte. Trotz Lämmermanns Bemühungen oblag diese Entscheidung in Deutschland lange Zeit weiter ausschließlich den Lehrern. Sein Doktorvater Peters wurde nach 1933 aus seinem Amt gedrängt, Lämmermann selbst unterlag nach Aufhebung des Mannheimer Schulsystems 1934/35 weiteren Einschränkungen und musste seine Arbeit während des Zweiten Weltkriegs ganz einstellen.

## Schriften
- Das Mannheimer kombinierte Verfahren der Begabtenauslese In: Zeitschrift für angewandte Psychologie. Leipzig 1927
- Von der Tätigkeit des Schul-Psychologen In: Jenaer Beiträge zur Jugend- und Erziehungspsychologie. Langensalza 1929
- Anleitung zur psychologischen Beobachtung und Beurteilung der Schüler. Schulamt Mannheim (Hrsg.). Mannheim 1931
- Hilfsschule-Entlaßniveau und Sterilisierung In: Die Sonderschule. 3/1936
- Die Mitwirkung des Psychologen bei der Schülerbeurteilung und Schülerauslese In: Die deutsche Volksschule. 4/1942